# Скелівська сільська рада
Скелівська сільська рада — орган місцевого самоврядування у Старосамбірському районі Львівської області. Адміністративний центр — село Скелівка.

## Загальні відомості
Скелівська сільська рада утворена в 1939 році. Водоймища на території, підпорядкованій даній раді: річка Стрв'яж.

## Населені пункти
Сільській раді підпорядковані населені пункти:
- с. Скелівка
- с. Глибока
- с. Засадки

## Склад ради
Рада складається з 16 депутатів та голови.

### Керівний склад попередніх скликань
| ПІБ                          | Основні відомості                                                                                  | Дата обрання | Дата звільнення |
| ---------------------------- | -------------------------------------------------------------------------------------------------- | ------------ | --------------- |
| Цебеняк Володимир Степанович | Сільський голова, 1956 року народження, освіта вища, член Всеукраїнського об'єднання «Батьківщина» | 26.03.2006   | 31.10.2010      |
| Цебеняк Володимир Степанович | Сільський голова, 1956 року народження, освіта вища, член Всеукраїнського об'єднання «Батьківщина» | 31.10.2010   |                 |

Примітка: таблиця складена за даними джерела